# Horodysjtje
Horodyshche (ukrainsk: Городище, ukrainsk udtale: [ɦoroˈdɪʃtʃe]; jiddisch: האָרעדישטש}) er en by beliggende i Tjerkasy rajon i Tjerkasy oblast (provins) i det centrale Ukraine. Den er hjemsted for administrationen af Horodyshche urban hromada, en af Ukraines hromadaer. Byen ligger ved floden Vilshanka.
Byen har 13.799 (2018) indbyggere.

## Historie
Byen har haft en lokal avis siden 1930.
Under Anden Verdenskrig  blev den besat af tyske styrker i sommeren 1941 til 1944.